# Брусилица
Брусилица или прецизније угаона брусилица је ручни алат којим се бруси и сече пре свега керамика, метал и неметал, али и други материјали. Користи се у лимарству и браварству, али и у грађевини итд. Она спада у ручне алате са широком применом.
Постоје различите врсте брусилица: угаоне, стоне... Разликују се по величини и снази мотора. Имају потрошни материјал, попут четкица и камена за сечење.
Најчешће их покреће електрични мотор, а слабије се среће као погон бензински мотор и сл. 
Мотор преко зупчастог преноса покреће окретну главу брусилице на којој се поставља камен, односно, абразивни диск или диск за сечење. Дискови су потрошни материјали и они се могу заменити. Постоје различите врсте дискова за различите материјале.
Треба бити опрезан са радом алатима сличним брусилици. Постоји опасност од пожара, повреде очију и тела.
Мере безбедности су ношење заштитних наочара, ређе рукавица и одговарајуће одеће и обуће, као и имати при руци противпожарни апарат или у крајњем случају воду. Постоји опасност да се одломи део камена за сечење, те се опасност од повреде не може предвидети, али се правилиним сечењем камен може мање оштетити, те је и опасност мања.

## Употреба
Угаоне брусилице се превасходно користе за скидање струготине, тј. вишка материјала са обратка и његову грубу обраду. Могу се употребљавати за сечење, брушење или полирање. У складу са различитим захтевима рада и за обраду различитих материјала, постоји више врста угаоних брусилица, као и више врста абразивних дискова, тј. камења.
За обраду тврдих и абразивних материјала (између осталог и неметала), употребљава се камење обложено финим дијамантним зрнима. Овакав тип камења има дужи век трајања него обично камење. За обраду метала, у зависности од потребе, употребљава се резно камење, брусно камење, камење и дискови за полирање, као и челичне четке.